# Gnarrenburg
Gnarrenburg település Németországban, azon belül Alsó-Szászország tartományban. Lakosainak száma 9200 fő (2023. december 31.). Gnarrenburg Vollersode, Holste és Oerel községekkel határos.

## Népesség
A település népességének változása:
| Lakosok száma | 9246 | 9222 | 9204 | 9157 | 9205 | 9200 |
|               | 2016 | 2017 | 2019 | 2021 | 2022 | 2023 |